# منتخب زامبيا لكرة القدم للسيدات
منتخب زامبيا الوطني لكرة القدم للسيدات (بالإنجليزية: Zambia women's national football team)‏ هو ممثل زامبيا الرسمي في المنافسات الدولية في كرة القدم للسيدات، يديريه اتحاد زامبيا لكرة القدم.